# 鲁伊-萨塞
鲁伊-萨塞（法語：Rouilly-Sacey，法語發音：[ʁuji sasɛ]）是法国奥布省的一个市镇，属于特鲁瓦区。该市镇于1795-1800年间由鲁伊（Rouilly）和萨塞（Sacey）合并而成。

## 地理
鲁伊-萨塞（48°20'46"N, 4°15'45"E）面积19.48 平方千米，位于法国大東部大區奥布省，该省份为法国中北部省份，北起马恩省，西接塞纳-马恩省，西南至约讷省，东南至科多尔省，东临上马恩省。
与鲁伊-萨塞接壤的市镇（或旧市镇、城区）包括：阿桑西耶尔、布伊卢森堡、多什、热罗多、梅尼勒塞利耶尔、翁容、皮内。

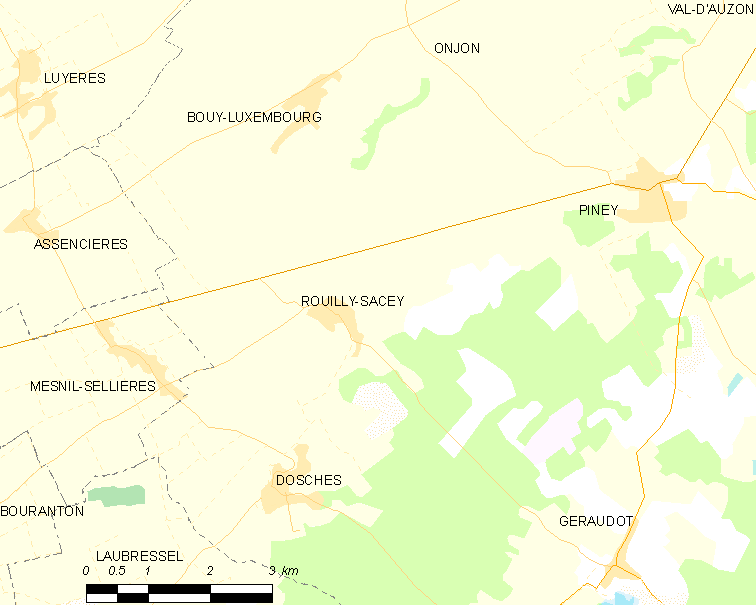
鲁伊-萨塞的OSM定位图

鲁伊-萨塞的时区为UTC+01:00、UTC+02:00（夏令时）。

## 行政
鲁伊-萨塞的邮政编码为10220，INSEE市镇编码为10328。

## 政治
鲁伊-萨塞所属的省级选区为布列讷堡县。

## 人口

1962-2008年间鲁伊-萨塞人口变化图示

鲁伊-萨塞于2022年1月1日时的人口数量为388人。